# Pavel Beljajev
Pavel Ivanovitj Beljajev (ryska: Павел Иванович Беляев), född 26 juni 1925, död 10 januari 1970, sovjetisk kosmonaut.
Pavel Beljajev tilldelades Leninorden och titeln Sovjetunionens hjälte. Han flög ombord på Voschod 2. Han ligger begravd på Novodevitjekyrkogården.
Asteroiden 2030 Belyaev är uppkallad efter honom.